# Пошехонов, Павел Васильевич
Павел Васильевич Пошехонов (1928—1979) — советский учёный, доктор технических наук, профессор.
Автор более 150 научных трудов и ряда изобретений в области электроники.

## Биография
Родился в Ленинграде 12 июля 1928 года в семье служащих.
Свои школьные годы, которые пришлись на Великую Отечественную войну, жил в деревне в Ярославской области с бабушкой и младшей сестрой. Там учился в школе и работал в колхозе. В Ленинград к родителям вернулся в 1944 году, окончив восьмой класс школы. В Ленинграде Павел продолжил учёбу и в 1945 году окончил девятый класс средней школы. Продолжив учиться в вечерней школе, одновременно посещал подготовительные курсы в Ленинградском электротехническом институте (ЛЭТИ, ныне Санкт-Петербургский государственный электротехнический университет). В 1946 году стал студентом ЛЭТИ и в 1951 году окончил его, получив диплом с отличием. Продолжив обучение в аспирантуре ЛЭТИ, в 1955 году окончил её и защитил кандидатскую диссертацию на тему «Тепловой расчет мощных рентгеновских трубок с охлаждением проточной жидкостью при длительных непрерывных нагрузках».
Молодой учёный был направлен в Рязанский радиотехнический институт (РРТИ, ныне Рязанский государственный радиотехнический университет), где начал работать в должности старшего преподавателя кафедры «Радиотехническая электроника» факультета радиотехнической электроники. В 1966 году П. В. Пошехонов защитил диссертацию на соискание учёной степени доктора технических наук, в 1970 году получил степень доктора а, затем — учёное звание профессора. В 1967 году Павел Васильевич был избран деканом факультета электроники, в 1968 году назначен проректором РРТИ по учебной работе, с 1968 по 1979 год — проректор по учебной работе.
Наряду с научно-педагогической, занимался общественной деятельностью — в период с 1973 по 1975 год являлся депутатом Октябрьского районного совета депутатов трудящихся.
Награждён орденом «Знак Почёта» и медалями.
Умер в Рязани в 1979 году. Был похоронен на Новогражданском кладбище города.